# الحب سنة 70 (فلم)
الحب سنة 70 هو فيلم كوميدي مصري من إخراج محمود ذو الفقار  وبطولة أحمد رمزي، نيللي، محمد عوض ونوال أبو الفتوح.

## نبذه
تدور أحداث الفيلم في إطار كوميدي رومانسي حول شريف ذو العلاقات النسائية المتعددة، وابن عمه محسن القادم من الريف، والذي يقع دائمًا في مشاكل بسبب مغامراته الغرامية الكثيرة، بينما في النهاية يقع في غرام نورا الفتاة البسيطة.

## طاقم العمل
- أحمد رمزي بدور "شريف عبد المقصود"
- نيللي بدور "نورا"
- محمد عوض بدور "محسن عبد الموجود"
- نوال أبو الفتوح بدور "لواحظ"
- ناهد يسري بدور "ناردينا"
- ميمي جمال بدور "دوريس"

## وصلات خارجية
- مقالات تستعمل روابط فنية بلا صلة مع ويكي بيانات